# 71001 Натспасок
71001 Натспасок (71001 Natspasoc) — астероїд головного поясу, відкритий 7 грудня 1999 року.
Тіссеранів параметр щодо Юпітера — 3,353.